# Бужанка (Черниговская область)
Бужанка (укр. Бужанка) — село в Коропском районе Черниговской области Украины. Население — 105 человек.

## История
Село основано в начале 1620-х годов на территории Черниговского воеводства Речи Посполитой.
Несмотря на то, что село располагается на правом берегу Десны, с 1658 местное казачье население входило в состав Коропской сотни Нежинского полка Гетманщины. Гетманом Иваном Самойловичем село было даровано Ивану Быховцу, а после конфисковано и передано в состав Генеральной Военной канцелярии. На 1736 год численность казаков: 4 двора и 10 дворов «убогих». На 1781 год численность казаков — 19 дворов и 31 хата.
Крестьяне села Бужанка к 1782 году числились в составе Понорницкой сотни и принадлежали графу Румянцеву-Задунайскому. Численность крестьян на 1782 год: 35 дворов и 74 хаты.
В 1897 в селе проживало 416 жителей. Суммарно насчитывалось 88 дворов.
С 1917 село входит в состав Украинской Народной Республики.
С 1991 в состав государства Украины.

## Бужанская археологическая стоянка
При строительстве дороги была обнаружена стоянка позднего палеолита. Раскоп начался в 2003 году под руководством младшего научного сотрудника Института археологии HAH Украины Дмитрия Ступака.
Открытая в селе стоянка мезинской культуры верхнего палеолита Бужанка входит в состав Новгород-Северского палеолитического района вместе со стоянками Пушкари I, Новгород-Северский, Чулатово, Мезин.
Стоянка заселялась трижды. Возраст верхнего слоя соянки — 14,5 тыс. лет.
На территории раскопа были обнаружены черепа мамонтов и бивни. Найденные кости мамонтов использовались для строительства домов.

## География
Село находится на территории Мезинского национального парка. Располагается на высоте 139 метров над уровнем моря.

## Власть
Орган местного самоуправления — Вишенковский сельский совет. Почтовый адрес: 16231, Черниговская обл., Коропский р-н, с. Вишенки, ул. Лагошного, 7. Тел.: +380 (4656) 2-53-31; факс: 2-53-31.

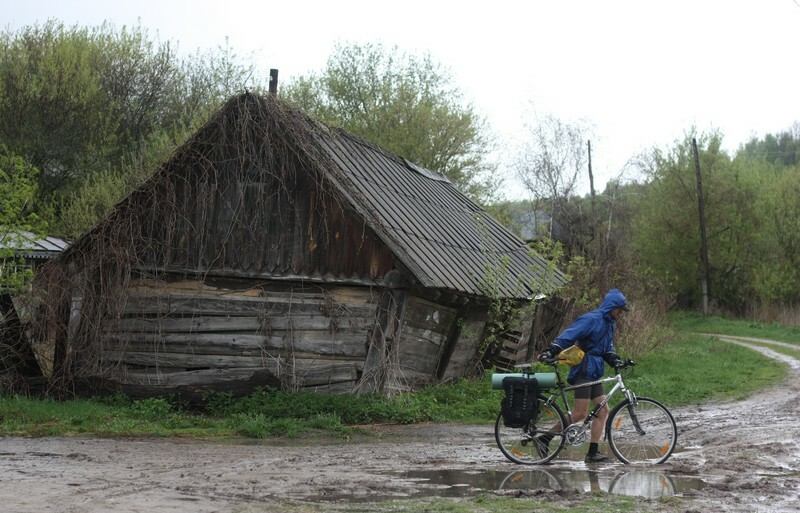

## Туризм
Через село пролегает велосипедный маршрут.
Бужанка располагается на берегу реки Десна. Правый берег низкий и удобен для стоянки.

## Достопримечательности
Недалеко от села находится святой источник. В соседнем поселении Вишенки расположен дворец Румянцева-Задунайского.